# Mini Lop
El mini lop es una raza de conejos domésticos reconocida por la Asociación Estadounidense de Criadores de Conejos (ARBA).Es diferente de la raza Miniature Lop que es reconocida por el British Rabbit Council (BRC).
El Mini Lop (EE. UU.) y el Lop en miniatura (Reino Unido) son diferentes de la raza Dwarf Lop que es reconocida por el primer grupo de conejos  (pero no ARBA).  El Mini Lop es similar a varias otras razas de conejos pequeños, como el Conejo Enano.

## Historia
Bob Herschbach descubrió la raza Mini Lop en una exposición nacional alemana de conejos en Essen , Alemania , en 1972, donde se la conocía como Klein Widder . Estos primeros Mini Lops se originaron a partir del Big Lop alemán y la pequeña Chinchilla . Estas dos razas vinieron originalmente en colores agouti y blanco.
Los lops alemanes pesaban alrededor de 8 libras (3,6 kg), delgados y grandes con orejas gruesas. Herschbach, un promotor de Mini Lop, logró la primera procreación de Mini Lops en los Estados Unidos, principalmente mediante la reproducción de una pareja de agouti lop y una hembra blanca en 1972. Sus primeros baby lops eran de colores sólidos. Una segunda generación llegó con colores rotos. Como resultado del proceso de crianza, comenzaron a obtener un alto estándar de cualidades Mini Lop.
En 1974, los conejos Mini Lop de Herschbach hicieron su debut en una convención de la Asociación Estadounidense de Criadores de Conejos (ARBA) celebrada en Ventura , California . El resultado fue que la raza necesitaba reducirse a un tamaño más compacto y atractivo. Para lograr esto, Herschbach contó con la ayuda de otros criadores y les permitió criar más de sus Mini Lops. Un toque final resultó en cambiar el nombre de la raza de Klein Widders a "Mini Lop" para hacerlo más atractivo para el público.
En 1977, la raza Mini Lop estaba bajo un nuevo patrocinio; Herb Dyke fue el encargado de esta tarea.
En 1978, Herschbach y Dyke crearon un club de correspondencia para los Mini Lops. En un año, tenían más de 500 miembros que se habían puesto en contacto con la ARBA con apoyo para el conejo Mini Lop. En 1980, en Milwaukee , Wisconsin , en la Convención Nacional del Conejo, esta raza marcó su éxito cuando fue reconocida como una raza de conejo oficial autorizada por ARBA.
Poco después, se fundó el Mini Lop Club of America para promoverlo.

## Características
Como cualquier animal, los Mini Lops tienen una variedad de personalidades, pero generalmente son bastante amigables y extremadamente juguetones. Como a todos los conejos, se les puede enseñar una variedad de trucos y órdenes. Pueden entrenarse para responder a un clicker. Un clicker puede entrenarlos para que se acerquen cuando se hace clic y darles un premio. Si les das una golosina después de cada clic durante cinco minutos, aléjate un metro de él y haz clic en el clicker si sigue que ha sido entrenado con clicker.
Hay una forma habitual de que los Mini Lops demuestren que están enojados, es pisotear su pata trasera . Esto puede suceder cuando no les das comida o bocadillos a tiempo , o cuando sienten que algunos extraños invaden su región y pisotean las patas traseras para mostrar su poder o estatus.
A pesar de su naturaleza juguetona y enérgica, los Mini Lops prosperan mejor en hogares tranquilos y con niños mayores, ya que pueden ser bastante asustadizos. Los Mini Lops necesitan mucho tiempo al aire libre para correr y requieren mucha estimulación.